# Isoniemi (udde)
Isoniemi är en udde i Finland. Den ligger i Haukipudas i landskapet Norra Österbotten, i den centrala delen av landet, 600 km norr om huvudstaden Helsingfors.
Terrängen inåt land är mycket platt. Havet är nära Isoniemi västerut. Runt Isoniemi är det ganska glesbefolkat, med 36 invånare per kvadratkilometer. Närmaste större samhälle är Haukipudas, 5,7 km öster om Isoniemi. 